# Preis der Peregrinus-Stiftung (Akademie der Wissenschaften und der Literatur)
Der Preis der Peregrinus-Stiftung ist eine Auszeichnung, die alle zwei Jahre von der Akademie der Wissenschaften und der Literatur (Akademiestiftung) in Mainz vergeben wird.
Der Preis wird seit 1996 verliehen, zunächst als Rudolf-Meimberg-Preis. Er wird an Personen vergeben, die in ihren Veröffentlichungen in besonderer Weise der Verantwortung des Menschen für sich und die Allgemeinheit Rechnung getragen haben oder die im Bereich der griechisch-orientalischen Altertumskunde in Verbindung zur Kultur der Gegenwart in der Tradition von Humanismus und Humanität geforscht haben. Benannt war die Auszeichnung nach ihrem Stifter, Rudolf Meimberg (1912–2011). Der Preis wendet sich ausdrücklich auch an nichtdeutsche Forscher.

## Preisträger
- 1996 Stephanie-Gerrit Bruer
- 1998 Kurt Sier
- 1999 Weyma Lübbe
- 2001 Claudio Leonardi
- 2003 Jens Halfwassen
- 2005 Kurt Flasch
- 2007 Stefan Maul
- 2009 Michele Feo
- 2011 Günter Vittmann
- 2014 Barbara Kuhn
- 2015 Michael Jursa
- 2017 Teresa Jiménez Calvente
- 2019 Patrick Finglass
- 2021 Susanna Fischer
- 2023 Annette Zgoll, Christian Zgoll